# Коэффициент Хилла
Коэффициент Хилла — безразмерная величина, характеризующая кооперативность связывания лиганда ферментом или рецептором. Назван в честь английского физиолога Арчибальда Хилла. Положительная кооперативность характеризуется тем, что при присоединении лиганда к одному из активных центров фермента присоединение последующих лигандов к остальным активным центрам облегчается.
Коэффициент Хилла может принимать следующие значения:
- {\displaystyle n>1} — Положительный кооперативный эффект: Присоединение одной молекулы лиганда к активному центру фермента увеличивает сродство к лиганду остальных активных центров.
- {\displaystyle n<1} — Отрицательный кооперативный эффект: Присоединение одной молекулы лиганда к активному центру фермента уменьшает сродство к лиганду остальных активных центров.
- {\displaystyle n=1} — Отсутствие кооперативного эффекта: Сродство фермента к лиганду не зависит от уже присоединённых молекул лиганда.